# ヴァンプローズ
『VAMPROSE』（ヴァンプローズ）は、2012年2月20日に設立された音楽芸能プロダクション。
かつてはメジャー流通のインディーズ系レコード会社として、2008年に結成されたロックユニット、VAMPSの専属レーベルとして立ち上げられ、エイベックス・マーケティングに音楽・映像パッケージの販売を委託していた。

## 所属アーティスト
VAMPROSE
- HYDE[1]
- VAMPS[1]
- ASH DA HERO[1]

Vamprose Management Agency
VAMPROSEが新たに設立した海外アーティストの日本活動を支援するエージェント。
2024年5月1日にアメリカのポスト・ハードコアバンド、ソフトスポークンとエージェント契約し事業が開始された。
- ソフトスポークン[2]

## 過去に在籍した所属アーティスト
- MONORAL

## 主要取引先
- ユニバーサルミュージック合同会社[1]
- 株式会社SMCエンタテインメント[1]
- マーヴェリック・ディー・シー・グループ[1]